# パウル・アルフォンス・フォン・メッテルニヒ＝ヴィンネブルク
パウル・アルフォンス・フォン・メッテルニヒ＝ヴィンネブルク（Paul Alfons Prinz von Metternich-Winneburg, 1917年5月26日 ウィーン - 1992年9月21日 ジュネーヴ）は、ドイツ・オーストリアの貴族、カーレーサー。国際自動車連盟会長（在任1975年 - 1985年）を務めた。全名はパウル・アルフォンス・マリア・クレメンス・ロタール・フィリップス・ネーリ・フェリックス・ニコメデス（Paul Alfons Maria Clemens Lothar Philippus Neri Felix Nicomedes, 6. Fürst von Metternich-Winneburg, Herzog von Portella, Graf von Königswart）。

## 経歴
パウル（クレメンス・メッテルニヒの次男）の子であるクレメンス・ヴェンツェル侯爵（1869年 - 1930年）の一人息子として生まれた。著名なオーストリアの宰相であるクレメンス・フォン・メッテルニヒ侯爵の曾孫にあたり、メッテルニヒ侯の最後の男系直系子孫であった。1930年にわずか13歳で侯爵家の家督を継いだ後、スイスのル・ロゼ校で教育を受けた。
1940年よりナチス・ドイツ支配下のベルリンで貴族グループによる反体制活動に関わり、そこで同じ反体制派のロシア人亡命貴族の娘タチアナ・ヴァシリチコヴァ公爵令嬢（Tatiana von Metternich-Winneburg、1915年 - 2006年）と知り合い、1941年に結婚した。結婚後はエーゲルラント地方（Egerland）の居城ケーニヒスヴァルト城（Schloss Königswart）で暮らしたが、1945年のベネシュ布告に伴う公用徴収によりチェコスロヴァキア国内の資産を没収され、ラインガウ地方に所有していたヨハンニスブルク城（Schloss Johannisberg）に居を移した。
カーレーサーとしても活動し、ラリー・モンテカルロやル・マン24時間レースにも出場した。1960年よりドイツ自動車協会（Automobilclub von Deutschland）の会長を務め、1975年から1985年まで国際自動車連盟の会長を務めた。聖ラザロ騎士団の騎士に叙されたほか、1979年にはドイツ連邦共和国功労勲章大十字章を授けられた。

## レース戦績

### ル・マン24時間レース
| 年     | チーム                       | コ・ドライバー                       | 使用車両                  | クラス | 周回 | 総合順位 | クラス順位 |
| ------ | ---------------------------- | ------------------------------------ | ------------------------- | ------ | ---- | -------- | ---------- |
| 1956年 | プリンツ パウル メッテルニヒ | ウィッティゴ・フォン・アインジーデル | メルセデス・ベンツ・300SL | S 3.0  | 58   | DNF      | DNF        |